# Klein Lukow
Klein Lukow – dzielnica miasta Penzlin w Niemczech, w kraju związkowym Meklemburgia-Pomorze Przednie, w powiecie Mecklenburgische Seenplatte, w Związku Gmin Penzliner Land. Do 31 grudnia 2010 samodzielna gmina.